# إيفلين فرانك
إيفلين فرانك هي قائدة دينية (وحملت سابقاً جنسية الدولة العثمانية)، ولدت في أكتوبر 1754 في نيقوبوليس في بلغاريا، وتوفيت في 1816 في بولندا.